# Alice Oseman
Alice May Oseman (Chatham, 16 de outubro de 1994)  é uma escritora e ilustradora inglesa de ficção para jovens adultos.
Sua primeira publicação foi aos 19 anos, com seu primeiro romance, Solitaire, publicado em 2014. Também é autora dos livros Radio Silence, I Was Born For This, Loveless e dos quadrinhos online Heartstopper, posteriormente publicados em formato físico. Seus romances focam-se na vivência adolescente contemporânea no Reino Unido e foram premiadas várias vezes, como no Inky Awards e no United By Pop Awards.

## Biografia
Oseman nasceu em Chatham, Kent, em 1994. Ela cresceu numa vila perto de Rochester com o seu irmão mais novo, William, e ambos estudaram na Rochester Grammar School. Ela concluiu um Bacharel de artes em Literatura Inglesa na Durham University em 2016.

## Carreira
O romance de estreia de Oseman, Solitaire, foi publicado pela HarperCollins em 2014 após uma guerra de lances. Solitaire segue a história de Tori Spring, uma adolescente pessimista, que conhece Michael, o seu oposto - um otimista inacreditável. Eles tentam descobrir quem está por trás de brincadeiras na sua escola, que ficam cada vez mais sérias à medida que o romance avança. Outras personagens incluem o seu irmão Charlie, que tem um transtorno alimentar severo, e que é explorado mais a fundo na webcomic e quadrinhos físicos de Oseman, Heartstopper. O romance explora temas como amizade, problemas de saúde mental, transtornos alimentares e relacionamentos LGBT+. No Brasil, Solitaire teve sua primeira publicação em 2018 e, posteriormente, uma repúblicação em 2022 pela editora Rocco.
Oseman publicou dois livros e-book baseadas nas personagens de Solitaire, intituladas Nick and Charlie (julho de 2015) e This Winter (novembro de 2015). Ambos foram publicados pela Harper Collins Children's Books.
Em 2016, ela publicou o seu segundo romance, Radio Silence. O romance segue Frances Janvier, uma estudante cuja vida gira em torno da sua admissão em Cambridge, que conhece o criador tímido por trás de seu podcast favorito, Aled Last. Temas como pressões acadêmicas, relacionamentos e identidades LGBT+ são pontos centrais no romance. Oseman foi honesta em entrevistas sobre como a experiência de Frances em Radio Silence foi semelhante à sua própria pressão escolar e uma desilusão posterior com a academia após a sua passagem pela Durham University. Este romance foi elogiado por representar personagens de várias etnias, gêneros e sexualidades. Oseman sempre escreveu sobre a importância de escrever com diversidade no seu blog, e falou sobre a falta de diversidade em Solitaire em entrevistas. O romance ganhou o prêmio Silver Inky 2017 para a literatura jovem adulta.
O terceiro livro, intitulado I Was Born For This, foi publicado em maio de 2018. Segue a história de Fereshteh "Angel" Rahimi e Jimmy Kaga-Ricci. A história é sobre uma banda chamada The Ark e os seus fãs, com um foco particular no fandom entre adolescentes.
Ela também é a autora/artista da história em quadrinhos da web Heartstopper, que segue o relacionamento romântico entre Charlie Spring (irmão de Tori Spring) e Nick Nelson, personagens apresentadas em Solitaire. Os primeiros quatro volumes da história foram adquiridos pela Hachette Children's Group. O primeiro volume foi publicado em fevereiro de 2017, o segundo em julho de 2019, e o terceiro em fevereiro de 2020. Em Portugal, o primeiro volume foi publicado pela Editora Cultura em março de 2021.
Os romances de Oseman têm sido elogiados por serem "relacionáveis"  e realistas quanto ao retrato da vida adolescente contemporânea. O seu primeiro livro, Solitaire, foi particularmente elogiado devido à sua tenra idade na época do contrato de publicação, o que contribuiu para uma entrevista BBC Breakfast em 22 de julho de 2014.
Em 2018, para comemorar o lançamento do seu terceiro romance para jovens adultos, I Was Born For This, todos os livros publicados de Alice receberam novas capas a condizer. As capas redesenhadas foram lançadas em maio, juntamente com o novo livro.
Em julho de 2020, Oseman publicou o seu quarto romance, Loveless, baseado nas suas próprias experiências na universidade.
O quarto volume da saga Heartstopper foi lançado em maio de 2021.

## Adaptações
A Netflix adquiriu os direitos de Heartstopper em 2020. Em 20 de janeiro de 2021, foi revelado que uma adaptação para televisão live-action de Heartstopper seria adaptada pela Netflix, com Oseman a cargo do roteiro e Euros Lyn na direção. A série será produzida pela See-Saw Films. O produtor executivo é Patrick Walters da See-Saw Films  Kit Connor e Joe Locke estrelarão como Nick e Charlie, respectivamente.
Estreou em 22 de abril de 2022 e em 20 de maio de 2022, a Netflix anunciou que a série estava sendo recomissionada para uma segunda e terceira temporada. 

## Vida pessoal
Enquanto promovia Loveless, Oseman falou sobre ser assexual arromântica.

## Prêmios
2023 - 100 mulheres mais inspiradoras do mundo pela BBC.

## Publicações

### Livros
| Ano  | Título Original           | Ano no Brasil | Título no Brasil       |
| ---- | ------------------------- | ------------- | ---------------------- |
| 2014 | Solitaire                 | 2022          | Um Ano Solitário       |
| 2016 | Radio Silence             | 2021          | Rádio Silêncio         |
| 2018 | I Was Born For This       | 2023          | Eu Nasci Pra Isso      |
| 2020 | Loveless                  | 2021          | Sem Amor               |
| 2022 | The Heartstopper Yearbook | 2022          | Almanaque Heartstopper |

#### Novelas
| Ano  | Título Original  | Ano no Brasil | Título no Brasil |
| ---- | ---------------- | ------------- | ---------------- |
| 2015 | Nick and Charlie | 2023          | Nick e Charlie   |
| 2015 | This Winter      | 2023          | Este Inverno     |

#### Quadrinhos
| Ano  | Título Original    | Ano no Brasil | Título no Brasil                                   |
| ---- | ------------------ | ------------- | -------------------------------------------------- |
| 2019 | Heartstopper Vol 1 | 2021          | Heartstopper: Dois Garotos, Um Encontro - Volume 1 |
| 2019 | Heartstopper Vol 2 | 2021          | Heartstopper: Minha Pessoa Favorita - Volume 2     |
| 2020 | Heartstopper Vol 3 | 2022          | Heartstopper: Um Passo Adiante - Volume 3          |
| 2021 | Heartstopper Vol 4 | 2022          | Heartstopper: De Mãos Dadas - Volume 4             |
| 2023 | Heartstopper Vol 5 | 2023          | Heartstopper: Mais Fortes Juntos - Volume 5        |